# Peschtera Ljastowizata
Das Fauna-Flora-Habitat-Gebiet Peschtera Ljastowizata (bulgarisch Пещера Лястовицата ‚Schwalbenhöhle‘) liegt auf dem Gebiet der Stadt Tetewen in der Oblast Lowetsch im Nordwesten  Bulgariens. 
Das etwa eine halben Hektar große Schutzgebiet umfasst eine einzelne, ca. 800 m lange Karsthöhle im Tal des Flusses Vit. Ihr Eingang ist mit 10 Metern Höhe und 10 Metern Breite relativ groß. Die Höhle weist charakteristische sekundäre Karstformen, insbesondere Tropfsteine in verschiedenen Formen auf. In der Höhle leben mehrere lokelendemitische Wirbellose. Die Höhle ist ein Winterquartier für zahlreiche Fledermausarten und wird von einigen Arten (z. B. Langflügelfledermaus, Großes und Kleines Mausohr) auch als Wochenstube genutzt.
Peschtera Ljastowizata ist das kleinste der bulgarischen FFH-Gebiete, wobei die unterirdische Ausdehnung in der Flächenangabe nicht berücksichtigt wurde. Es wurde im Jahr 2007 als FFH-Gebiet vorgeschlagen. 2008 erfolgte die Bestätigung als Gebiet gemeinschaftlicher Bedeutung (SCI) und 2015 die Ausweisung als Besonderes Erhaltungsgebiet (SAC).

## Schutzzweck
Folgende Lebensraumtypen nach Anhang I der FFH-Richtlinie sind für das Gebiet gemeldet:
| EU Code | * | Lebensraumtyp (offizielle Bezeichnung) | Fläche [ha] |
| ------- | - | -------------------------------------- | ----------- |
| 8310    |   | Nicht touristisch erschlossene Höhlen  |             |

### Arteninventar
Folgende Arten von gemeinschaftlichem Interesse sind für das Gebiet gemeldet:
| Bild                    | EU Code | * | Art                     | wissenschaftlicher Name   | Artengruppe |
| ----------------------- | ------- | - | ----------------------- | ------------------------- | ----------- |
| Langflügelfledermaus    | 1310    |   | Langflügelfledermaus    | Miniopterus schreibersii  | Säugetiere  |
|                         | 1307    |   | Kleines Mausohr         | Myotis blythii            | Säugetiere  |
|                         | 1316    |   | Langfußfledermaus       | Myotis capaccinii         | Säugetiere  |
| Großes Mausohr          | 1324    |   | Großes Mausohr          | Myotis myotis             | Säugetiere  |
| Mittelmeer-Hufeisennase | 1305    |   | Mittelmeer-Hufeisennase | Rhinolophus euryale       | Säugetiere  |
|                         | 1303    |   | Kleine Hufeisennase     | Rhinolophus hipposideros  | Säugetiere  |
| Große Hufeisennase      | 1304    |   | Große Hufeisennase      | Rhinolophus ferrumequinum | Säugetiere  |
| Tigeriltis              | 2635    |   | Tigeriltis              | Vormela peregusna         | Säugetiere  |